# Desplaçament (lingüística)
En lingüística, el desplaçament és la capacitat del llenguatge de comunicar-se sobre coses que no són immediatament presents (espacialment o temporalment); és a dir, coses diferents dels que ocorren en l'aquí i l'ara.
El 1960, Charles F. Hockett va proposar el desplaçament com una de les 13 (després 16) característiques de disseny del llenguatge que distingeixen el llenguatge humà dels sistemes de comunicació animal:
| « | (anglès) Man is apparently almost unique in being able to talk about things that are remote in space or time (or both) from where the talking goes on. This feature—"displacement"—seems to be definitely lacking in the vocal signaling of man's closest relatives, though it does occur in bee-dancing. | (català) Aparentment, l'home és gairebé l'únic en poder parlar de coses que són allunyades en l'espai o el temps (o ambdues coses) des d'on continua la conversa. Aquesta característica, el "desplaçament", sembla que falta definitivament en la senyalització vocal dels parents més propers de l'home, encara que es produeix en la dansa de les abelles. | » |

## En sistemes de comunicació animal
Les abelles mel·líferes utilitzen la dansa de les abelles per comunicar la ubicació d'un conjunt de flors aptes per a l'alimentació. El grau de desplaçament en aquest exemple segueix sent limitat en comparació amb el llenguatge humà. Una abella només pot comunicar la ubicació de la font d'aliment més recent que ha visitat. No pot comunicar una idea sobre una font d'aliment en un moment concret del passat, ni pot especular sobre les fonts d'aliment en el futur. A més, el desplaçament en la dansa de les abelles està restringit per la manca de creativitat i productivitat de la llengua. Les abelles poden expressar direcció i distància, però s'ha determinat experimentalment que no tenen un senyal per "a dalt". També és dubtós que les abelles puguin comunicar-se sobre nèctar inexistent amb finalitats d'engany. En conseqüència, en la comunicació de les abelles, el potencial de desplaçament és limitat, però hi és en la mesura que tenen la capacitat de comunicar-se sobre quelcom que no està present actualment (és a dir, quelcom que està allunyat espacialment).
S'ha observat que les formigues envien exploradors per patrullar per buscar aliments i tornen a buscar altres treballadors si el menjar trobat era massa gran per portar-lo al niu només pel cercador; per exemple, una eruga morta que és massa pesada. Això implica de nou un desplaçament comunicant-se fora de l'aquí i l'ara. La formiga teixidora africana Oecophylla longinoda també ha observat el reclutament amb el propòsit de comunicar noves fonts d'aliment, emigrar a nous llocs i per defensar-se contra intrusos. Els investigadors han descrit no menys de cinc sistemes diferents per complir aquestes funcions en aquesta espècie. Les formigues es comuniquen mitjançant un sistema compost per pistes olfactives o d'olor de diverses glàndules juntament amb moviments corporals. Els animals utilitzaran l'antenació, la sacsejada corporal i l'obertura de la boca, i combinaran aquestes pistes amb l'aplicació dels rastres d'olor o l'alliberament d'olors per transmetre informació sobre recursos o intrusos.
S'ha observat que corbs (Corvus corax) recluten altres corbs a llocs d'alimentació grans, com ara la carcassa d'un animal. No obstant això, la seva motivació per a la reclutació sembla menys òbvia, i les especificitats del seu sistema de comunicació són més esquives. Tot i així, s'ha documentat que els corbs han de tenir aquest sistema, ja que els seus patrons de recollida als llocs indiquen clarament que han d'haver estat informats de la presència del recurs. Es creu que els corbs no aparellats criden a un grup d'altres ocells no aparellats per poder alimentar-se i no ser expulsats per parelles territorials aparellades de corbs establerts.
A més de les abelles, les formigues i els corbs, l'indicador de la mel gros (Indicador indicador) aconsegueix un desplaçament quan indica als humans la ubicació de colònies llunyanes d'abelles. Aquesta fascinant relació mutualista entre les persones i un ocell salvatge, i el sistema comunicatiu subjacent a l'associació, ha estat estudiada per antropòlegs i ornitòlegs.

## Importància en l'evolució del llenguatge
S'ha sospitat que la necessitat de transmetre informació mitjançant el desplaçament va ser la pressió evolutiva que va conduir al desenvolupament del llenguatge en humans, tal com va descriure Derek Bickerton a Adam's Tongue. La pressió d'aquesta necessitat està present en espècies amb una estratègia d'alimentació que presenta el repte de dirigir els membres del seu grup cap a una font d'aliment massa gran per ser utilitzada individualment o en petit nombre, que requereixi el reclutament d'assistència.
| «                   | (anglès) It's only when you fully appreciate what displacement means, how the absence of displacement is not just a casual feature of ACSs but a crucial defining feature of pre-human minds, that you can start getting the complete picture. | (català) Només quan apreneu completament el que significa el desplaçament, com l'absència de desplaçament no és només una característica casual dels sistemes de comunicació animals, sinó una característica crucial que defineix les ments prehumanes, podeu començar a obtenir una imatge completa. | » |
| — Bickerton, p. 217 | | |   |

No s'aprecia una necessitat ambiental única de seleccionar un sistema de comunicació capaç de desplaçament en humans o en els seus avantpassats directes, però les hipòtesis inclouen la teoria de Bickerton de grups petits que troben grans carcasses d'herbívors i necessiten l'ajuda d'altres petits grups d'humans per defensar-se d'altres carronyers perillosos (felins grans, hienes) que competeixen per la mateixa font d'aliment. Sens dubte, el desenvolupament del llenguatge no es va aturar aquí, ja que, d'haver estat així, les abelles o les formigues tindrien sistemes de comunicació comparables als humans, però aquí és on es planteja la hipòtesi que va començar, donant als avantpassats humans la capacitat de treure la comunicació de l'aquí i l'ara.